# 南ポフヤンマー県
南ポフヤンマー県（みなみポフヤンマーけん、フィンランド語: Etelä-Pohjanmaa、スウェーデン語: Södra Österbotten）は、フィンランドの行政区。
南にピルカンマー県、南西にサタクンタ県、西にポフヤンマー県、北東に中部ポフヤンマー県、東に中央スオミ県と接している。
中心都市・最大都市はセイナヨキ。面積はおおよそ1.4万平方キロメートル。人口は約19万人。
スーポホヤ郡の町であるイソヨキで起きたキリッキ・サーリ殺人事件はボドム湖殺人事件と並んでフィンランド国内ではもっとも有名な未解決事件である。

## 地区
南ポフヤンマー県は4つの郡があり、19の下位行政区を持っている
| ヤルヴィセウトゥ郡: - アラヤルヴィ(Alajärvi) - エヴィヤルヴィ(Evijärvi) - ラッパヤルヴィ(Lappajärvi) - ソイニ(Soini) - ヴィンペリ(Vimpeli) | クーシオクンタ郡: - アラヴス(Alavus) - クオルタネ(Kuortane) - トユサ(Töysä) - アハタリ(Ähtäri) | セイナヨキ郡: - イルマヨキ(Ilmajoki) - ヤラスヤルヴィ(Jalasjärvi) - カウハヴァ(Kauhava) - クリッカ(Kurikka) - ラプア(Lapua) - セイナヨキ(Seinäjoki) | スーポホヤ郡: - イソヨキ(Isojoki) - カリヨキ(Karijoki) - カウハヨキ(Kauhajoki) - テウヴァ(Teuva) |